# Chelicorophium maeoticum
Chelicorophium maeoticum is een vlokreeftensoort uit de familie van de Corophiidae. De wetenschappelijke naam van de soort is voor het eerst geldig gepubliceerd in 1898 door Sowinsky.

## Voorkomen in Nederland
In het voorjaar van 2021 werd in het Van Harinxmakanaal bij Kiesterzijl deze slijkgarnaal, die alleen voorkomt in de Zwarte Zee, gevonden. DNA onderzoek bevestigde de determinatie.